# Ly Nha Ky
Tran Thi Thanh Nhan, conhecida como Ly Nha Ky (Vũng Tàu, 19 de julho de 1982) é uma atriz, modelo, empresária e ativista vietnamita. Em 2011, ela foi nomeada Embaixadora do Turismo do Vietname.

## Biografia
Seu nome verdadeiro é Tran Thi Thanh Nhan. Ela nasceu em 19 julho de 1982 em Vung Tau, Vietnã. O pai dela, Tran Ngoc Ly, lutou na Sac Floresta (hoje no distrito de Can Gio) durante a Guerra do Vietnã. Ele morreu em 2005 em decorrência da guerra e foi postumamente condecorado com o título de mártir. Sua mãe é natural do Thai Binh. Ela cresceu em uma pequena aldeia na província de Ba Ria-Vung Tau. Aos 16 anos, ela seguiu para a Alemanha para estudar. 
Desde 2011, ela tem servido como Embaixadora do Turismodo Vietnã. Ela também foi Embaixadora da Operação Sorriso no Vietnã.
Além de sua língua nativa, o vietnamita, Ly Nha Ky também é fluente em inglês, alemão e mandarim.